# Neuseeländische Cricket-Nationalmannschaft in Sri Lanka in der Saison 2019
Die Tour der neuseeländischen Cricket-Nationalmannschaft nach Sri Lanka in der Saison 2019 fand vom 14. August bis zum 6. September 2019 statt. Die internationale Cricket-Tour war Bestandteil der Internationalen Cricket-Saison 2019 und umfasste zwei Tests und drei Twenty20s. Die Tests waren die ersten Spiele beider Mannschaften innerhalb der ICC World Test Championship 2019–2021. Die Test-Serie endete 1–1 unentschieden, während Neuseeland die ODI-Serie 2–1 gewann.

## Vorgeschichte
Sri Lanka spielte zuvor eine Tour gegen Bangladesch, Neuseeland beim Cricket World Cup 2019, bei dem es das Finale erreichte, während Sri Lanka in der Vorrunde ausschied. Das letzte Aufeinandertreffen der beiden Mannschaften fand in der Saison 2018/19 in Neuseeland statt.

## Stadien
Die folgenden Stadien wurden für die Tour als Austragungsort vorgesehen und am 5. Juli 2019 bekanntgegeben.
| Stadion                                            | Stadt   | Kapazität | Spiele      |
| -------------------------------------------------- | ------- | --------- | ----------- |
| Paikiasothy Saravanamuttu Stadium (PSS)            | Colombo | 15.000    | 2. Test     |
| Galle International Stadium                        | Galle   | 35.000    | 1. Test     |
| Muttiah Muralitharan International Cricket Stadium | Kandy   | 35.000    | 1. – 3. T20 |

## Kaderlisten
Die Kader werden kurz vor der Tour bekanntgegeben.
| Test | Test | Twenty20 | Twenty20 |
| Sri Lanka | Neuseeland | Sri Lanka | Neuseeland |
| --- | --- | --- | --- |
| - Dimuth Karunaratne (K) - Dinesh Chandimal - Dhananjaya de Silva - Akila Dananjaya - Niroshan Dickwella (wk) - Lasith Embuldeniya - Oshada Fernando - Vishwa Fernando - Lahiru Kumara - Suranga Lakmal - Angelo Mathews - Kusal Mendis - Dilruwan Perera - Kusal Perera - Lakshan Sandakan - Lahiru Thirimanne | - Kane Williamson (K) - Todd Astle - Tom Blundell - Trent Boult - Colin de Grandhomme - Tom Latham - Henry Nicholls - Ajaz Patel - Jeet Raval - Mitchell Santner - William Somerville - Tim Southee - Ross Taylor - Neil Wagner - BJ Watling (wk) | - Lasith Malinga (K) - Niroshan Dickwella (VK, wk) - Akila Dananjaya - Avishka Fernando - Danushka Gunathilaka - Wanindu Hasaranga - Shehan Jayasuriya - Lahiru Kumara - Lahiru Madushanka - Kusal Mendis - Kusal Perera - Kasun Rajitha - Lakshan Sandakan - Dasun Shanaka - Isuru Udana | - Tim Southee (K) - Todd Astle - Tom Bruce - Colin de Grandhomme - Lockie Ferguson - Martin Guptill - Scott Kuggeleijn - Daryl Mitchell - Colin Munro - Seth Rance - Hamish Rutherford - Mitchell Santner - Tim Seifert (wk) - Ish Sodhi - Ross Taylor |

## Tour Matches
| 8. – 10. August Scorecard | Katunayake | Sri Lanka Board Presidents XI 323-6 (65.5) | – | Neuseeland |
|                           |            | Remis                                      |   |            |

| 29. August Scorecard | Katunayake | Neuseeland 168-6 (20)          | – | Sri Lanka Board Presidents XI 135-9 (20) |
|                      |            | Neuseeland gewinnt mit 33 Runs |   |                                          |

## Tests

### Erster Test in Galle
| 14. – 18. August Scorecard | Galle | Neuseeland 249 (83.2) & 285 (106) | – | Sri Lanka 267 (93.2) & 268-4 (86.1) |
|                            |       | Sri Lanka gewinnt mit 6 Wickets   |   |                                     |

### Zweiter Test in Colombo
| 22. – 26. August Scorecard | Colombo (PSS) | Sri Lanka 244 (90.2) & 122 (70.2)                | – | Neuseeland 431-6d (115) |
|                            |               | Neuseeland gewinnt mit einem Innings und 65 Runs |   |                         |

## Twenty20 Internationals

### Erstes Twenty20 in Kandy
| 1. September Scorecard | Kandy | Sri Lanka 174-4 (20)             | – | Neuseeland 175-5 (19.3) |
|                        |       | Neuseeland gewinnt mit 5 Wickets |   |                         |

### Zweites Twenty20 in Kandy
| 3. September Scorecard | Kandy | Sri Lanka 161-9 (20)             | – | Neuseeland 165-6 (19.4) |
|                        |       | Neuseeland gewinnt mit 4 Wickets |   |                         |

### Drittes Twenty20 in Kandy
| 6. September Scorecard | Kandy | Sri Lanka 125-8 (20)          | – | Neuseeland 88 (16) |
|                        |       | Sri Lanka gewinnt mit 37 Runs |   |                    |